# تورنگامبالد
تورنگامبالد (به انگلیسی: Thorngumbald) یک روستا و محله مدنی در بریتانیا است که در East Riding of Yorkshire واقع شده‌است. تورنگامبالد ۳٬۳۹۲ نفر جمعیت دارد.